# バルイシュ・オヴェゾフ
バルイシュ・オヴェゾフ（ロシア語: Балыш Овезович Овезов, トルクメン語ラテン文字: Balyş Öwezowiç Öwezow, 1915年12月29日 - 1975年10月1日）は、トルクメン・ソビエト社会主義共和国の政治家、ソ連共産党員。

## 経歴
タフチンスキー地区ベジェルケント村（現・ダショグズ州）出身。北ヨムド族に属する。1931年、タシャウズ教育専門学校、1943年、ソ連共産党中央委員会附属党組織者高等学校、1949年、アシハバード教育大学を卒業。
- 1931年 - タシャウズ教育専門学校講師
- 1932年～1933年 - タシャウズ教育大学学生
- 1933年 - 人民教育課タシャウズ管区教官
- 1936年 - コムソモール・タシャウズ地区委員会政治教育課主任
- 1937年～1939年 - コムソモール・タシャウズ管区委員会第一書記
- 1939年 - コムソモール中央委員会青年教育者課主任
- 1939年 - コムソモール中央委員会人事担当書記
- 1940年 - トルクメン・ソビエト社会主義共和国副啓蒙人民委員
- 1941年～1942年 - トルクメン共産党中央委員会組織教育課主任
- 1943年 - トルクメン共産党アシハバード州委員会第二書記
- 1944年 - トルクメン共産党タシャウズ州委員会第二書記
- 1946年 - トルクメン共産党中央委員会宣伝・扇動担当書記
- 1947年 - トルクメン共産党中央委員会人事担当書記
- 1948年～1950年 - トルクメン共産党中央委員会書記
- 1950年～1951年 - トルクメン共産党マールイ州委員会第一書記
- 1951年7月～1958年1月 - トルクメン・ソビエト社会主義共和国閣僚会議議長
- 1958年1月 - アシハバード州執行委員会議長
- 1959年1月 - トルクメン・ソビエト社会主義共和国閣僚会議議長
- 1960年～1969年 - トルクメン共産党中央委員会第一書記
- 1970年1月 - 年金生活

第4期～第7期ソ連最高会議代議員。1961年～1971年、ソ連共産党中央委員会委員。
レーニン勲章、名誉記章勲章2個を受賞。

## パーソナル
妻帯、4児を有した。
息子の1人、バトゥイル・オヴェゾフは、工業大学学長、最高会議代議員となり、その後、トルクメニスタン・メジリス（議会）代議員となった。サパルムラト・ニヤゾフ大統領は、彼を科学担当副首相に任命したが、間もなく解任された。バトゥイルはトルクメン語を話せない。